# ناحیه رأس‌الوادی
ناحیه رأس الوادی (به عربی: دائرة رأس الوادی) یک ناحیه در الجزایر است که در استان برج بوعریریج واقع شده‌است.